# Elisson
Elisson Aparecido Rosa, genannt Elisson, (* 26. März 1987 in Belo Horizonte) ist ein brasilianischer Fußballspieler.

## Karriere
Elisson fing seine Karriere in den Nachwuchsteams des Cruzeiro EC an. Von hier wurde er an verschiedene unterklassige Vereine ausgeliehen, um Erfahrung zu sammeln, u. a. an Nacional Funchal nach Portugal.
In der Saison 2013 kam er zur Meisterschaftsrunde zurück zu Cruzeiro. Für den Rest der Saison wurde er nicht mehr ausgeliehen, sondern verblieb als Reservetorwart im Verein. Er kam zwar zu keinem Einsatz in der Meisterschaft und saß aber in diesem Wettbewerb auf der Ersatzbank. Aufgrund dieser Teilnahme kann er sich auch brasilianischer Meister 2013 nennen. Im Zuge der Titelverteidigung 2014 kam er auch nur zu einem Einsatz. In den Folgejahren wurde Elisson wieder jedes Jahr an unterklassige Klubs ausgeliehen. Nachdem Ende der Saison 2018 wurde bekannt, dass Elisson bereits eine Einigung mit dem Villa Nova AC auf eine erneute Verpflichtung geeinigt hatte, diese aber zu Gunsten eines Angebotes seines alten Klubs Cruzeiro doch noch ablehnte. Der Klub berichtete, dass er Elisson wieder ausleihen wird, aber die Gehaltszahlungen vollständig übernehmen will. Cruzeiro wolle Elisson damit finanziell unterstützen, nachdem dieser im Oktober 2018 seinen Sohn verlor. Er kam 2019 für die Spiele in der zweiten Liga Staatsmeisterschaft zum Ipatinga FC und für Meisterschaft in der Série B zum Figueirense FC.
Im Januar 2020 gab der Brasiliense FC die Verpflichtung von Elisson bekannt. In die Saison 2021 startete er dann mit Grêmio Esportivo Juventus, wo er aber zunächst verletzt ausfiel. Bis zum Ende der Staatsmeisterschaft kam er zu keinen Einsätzen. Danach ging Elisson erneut zum Ipatinga FC. Mit dem Klub bestritt er noch bis Jahresende 11 Spiele in der zweiten Liga der Staatsmeisterschaft von Minas Gerais. 2022 hatte er nur ein Engagement beim Betim Futebol, ebenfalls für die zweiten Liga in Minas Gerais. Für 2023 erhielt Elisson einen Kontrakt bei der AA Caldense. Danach tingelte er weiter durch unterklassige Klubs.

## Erfolge
Cruzeiro
- Staatsmeisterschaft von Minas Gerais: 2008, 2009, 2014
- Campeonato Brasileiro: 2013, 2014

## Privates
Lucca der Sohn Elisson erlitt am 10. Oktober 2018 eine schwere Kopfverletzung. Beim Spielen im Haus fiel ihm ein Schrank auf den Kopf. Gemäß Information des regionalen öffentlichen Krankenhauses von Betim (HPRB) wurde der Minderjährige am 10. Oktober um 22:45 Uhr eingeliefert. Das Kind lag im Koma. Test wiesen auf ein schweres Schädel-Hirn-Trauma hin, dass sich im neurologischen Bereich verschlechterte. Am 15. Oktober erlag das Kind seinen Verletzungen.